# Rhodanthidium glasunovii
Rhodanthidium glasunovii är en biart som först beskrevs av Morawitz 1894.  Rhodanthidium glasunovii ingår i släktet Rhodanthidium och familjen buksamlarbin. Inga underarter finns listade i Catalogue of Life.